# Płaton Kostiuk
Płaton Hryhorowycz Kostiuk (ukr. Платон Григорович Костюк, ur. 20 sierpnia 1924 w Kijowie, zm. 10 maja 2010 tamże) – był ukraińskim fizjologiem, neurobiologiem, elektrofizjologiem i biofizykiem.

## Życiorys
W 1943 został powołany do Armii Czerwonej, skierowany do wojskowej szkoły medycznej w Charkowie, po ukończeniu której w 1945 został felczerem rezerwowego batalionu służby medycznej. W 1946 ukończył Kijowski Uniwersytet Państwowy im. Szewczenki, a w 1949 Kijowski Instytut Medyczny im. Bohomolca. Od 1956 kierował wydziałem Instytutu Fizjologii Zwierząt przy Uniwersytecie Kijowskim, pracował w laboratorium fizjologii ogólnej Instytutu Fizjologii Uniwersytetu Kijowskiego pod kierunkiem prof. D. Woroncowa. W 1957 obronił pracę dyplomową i został doktorem nauk biologicznych, a w 1960 otrzymał tytuł profesora, od 1958 kierował wydziałem fizjologii ogólnej systemu nerwowego Instytutu Fizjologii Akademii Nauk Ukraińskiej SRR, w 1966 został dyrektorem tego instytutu. Jednocześnie od 1982 kierował działem biofizyki błon w Kijowskim Oddziale Moskiewskiego Instytutu Fizyczno-Technicznego, od 1 lipca 1966 był członkiem korespondentem, a od 26 listopada 1974 członkiem rzeczywistym Akademii Nauk ZSRR (od 1991: Rosyjska Akademia Nauk). Zajmował się zagadnieniami neurofizjologii, biologii molekularnej i biofizyki komórek. Założył krajową szkołę naukowców w dziedzinie neurofizjologii, fizjologii komórek i molekularnej. Napisał ponad 650 publikacji naukowych, w tym 12 monografii i czterech podręczników. Był autorem siedmiu patentów. Wyedukował ponad stu doktorów i kandydatów nauk. Od 1975 do 1989 był deputowanym do Rady Najwyższej Ukraińskiej SRR, w tym 1985-1989 przewodniczącym tej rady. Od 1993 do 1999 był wiceprezesem Narodowej Akademii Nauk Ukrainy, a 1999-2004 członkiem jej Prezydium i od 2005 doradcą Prezydium. Wspólne z Erwinem Neherem stanął na czele Międzynarodowego Działu Fizjologii Molekularnej i Komórkowej UNESCO otwartego w czerwcu 2000. Od 1994 był akademikiem Akademii Nauk Medycznych Ukrainy.

## Odznaczenia i nagrody
- Medal Sierp i Młot Bohatera Pracy Socjalistycznej (ZSRR, 17 sierpnia 1984)
- Order Lenina (ZSRR, dwukrotnie, 1981 i 1984)
- Bohater Ukrainy (16 maja 2007)
- Order Państwa (Ukraina, 2007)
- Order Księcia Jarosława Mądrego V klasy (1998)
- Order „Za zasługi” III klasy(Ukraina, 1993)
- Order Czerwonego Sztandaru Pracy (ZSRR, dwukrotnie, 1967 i 1974)
- Order Przyjaźni (Rosja, 12 maja 2007, pośmiertnie)
- Nagroda Państwowa ZSRR (1983)
- Nagroda Państwowa Ukraińskiej SRR (1976)
- Nagroda Państwowa Ukrainy (dwukrotnie, 1992 i 2003)
- Nagroda im. Pawłowa Akademii Nauk ZSRR (1967)
- Nagroda im. Bohomolca Akademii Nauk Ukraińskiej SRR (1987)
- Nagroda im. Galvaniego (USA, 1992)

I inne.